# فوك-أتشيليس فا 223
فوك-أتشيليس فا 223 (بالإنجليزية: Dragon)‏ كانت طائرة هليكوبتر طورتها ألمانيا خلال الحرب العالمية الثانية. واحد 750 كيلوواط (1,010 حصان) محرك برامو 323 شعاعي يعمل بثلاث شفرات 11.9 متر (39 قدم) دوارات مثبتة على ذراعي مزدوجة على جانبي 12.2 متر (40 قدم) جسم أسطواني. على الرغم من أن الطائرة فا 223 مشهورة بكونها أول طائرة هليكوبتر تحصل على حالة الإنتاج، إلا أن قصف الحلفاء للمصنع أعيق إنتاج الطائرة، وتم بناء 20 طائرة فقط.
يمكن أن تطير فا 223 بسرعة 175 كيلومتر في الساعة (109 ميل/س) قصوى 182 كيلومتر في الساعة (113 ميل/س)، وتصل لارتفاع 7,100 متر (23,300 قدم). يمكن لـDrache نقل حمولات البضائع لأكثر من 1,000 كيلوغرام (2,200 رطل) في سرعات الإبحار من 121 كيلومتر في الساعة (75 ميل/س) والارتفاعات التي تقترب من 2,440 متر (8,010 قدم) .  

## التصميم والتطوير
أزال النظام النازي هنريش فوك من الشركة التي شارك في تأسيسها عام 1936. على الرغم من أن السبب الظاهر هو أنه كان "غير موثوق به سياسياً"، إلا أن قرار وزارة طيران الرايخ بإدخال Focke-Wulf في برنامج إنتاج مسرشميت بي اف 109 الجاهز تقريبًا استلزم تدفق رأس المال لتمويل التوسع الفوري لقدرات الشركة الإنتاجية. أعيد تنظيم فوك وولف إلى شركة محدودة ( GMB H. ) في يونيو 1936. 
بعد أن وقعت شركة Focke-Wulf رسميًا عقدًا لإنتاج Bf 109C في نوفمبر 1937، اشترت الشركة الأمريكية الدولية للهاتف والبرق (ITT)، من خلال شركتها الفرعية الألمانية C. Lorenz، حصة 28 بالمائة من Focke-Wulf في عام 1938، مما جعلها الحصة المسيطرة. 

## تاريخ العمليات

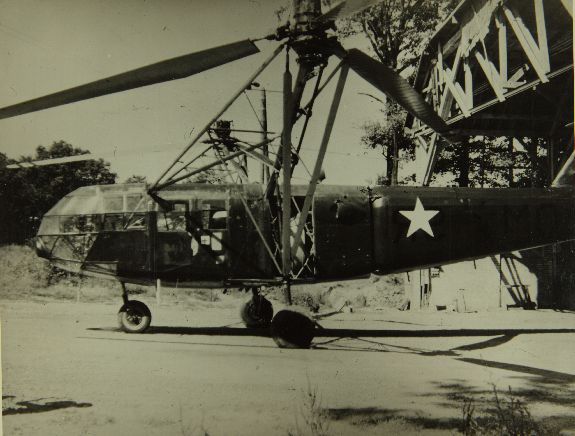
مروحية فوك-أتشيليس فا 223 استولت عليها القوات الجوية الأمريكية في نهاية الحرب العالمية الثانية، و تحمل شارة "النجم الأبيض" الخاصة بالجيش الأمريكي.

### إنتاج ما بعد الحرب
في فرنسا، قامت شركة سنكيس ببناء SE-3000 كتطور لفا 223، بمساعدة فوك. تم تصميمه لأغراض النقل، وكان لديه مكان لأربعة ركاب وكان يعمل بقوة 720حصان (540)   كيلوواط) محرك برامو "Fafnir". تم بناء ثلاثة منها، أول رحلة في 23 أكتوبر 1948. 
تم الانتهاء من طائرتين فا 223s من قبل مصنع Československé Závody Letecké ( Avia سابقًا) في تشيكوسلوفاكيا في 1945-1946 من المكونات التي تم إنقاذها، وتعيين VR-1. 

## المشغليين
الحرب العالمية الثانية
وصلة=|حدود  Germany
- لوفتفافه
  - ترافيلستافيل 40

ما بعد الحرب
وصلة=|حدود  تشيكوسلوفاكيا
 فرنسا
- تلقت القوات الجوية الفرنسية 1 بنيت بعد الحرب، المعينة SE-3000 .